# Pronectria tenuispora
Pronectria tenuispora är en lavart som först beskrevs av David Leslie Hawksworth, och fick sitt nu gällande namn av Lowen 1990. Pronectria tenuispora ingår i släktet Pronectria och familjen Bionectriaceae.   Inga underarter finns listade i Catalogue of Life.